# Jan Decleir
Jan Decleir, född den 14 februari 1946 i Niel, Antwerpen, Belgien, är en belgisk skådespelare, som spelar på teater men nog är mest känd för de många filmer som han har spelat i.  De flesta av dem är på nederländska, som bland annat Daens (1993, efter Louis Paul Boons roman Daens), Beck - De gesloten kamer (Efter Sjöwall Wahlöös deckare Det slutna rummet, 1993) och De Zaak Alzheimer (2003), men han har även spelat i engelskspråkiga filmer som Crusade in Jeans (efter boken av Thea Beckman).

## Filmografi (filmer som haft svensk premiär)
- 1992 - Beck - Martin Beck
- 1995 - Antonias värld - Bas
- 1997 - Karaktären - Dreverhaven
- 1999 - Father Damien - biskop Köckerman
- 2003 - Kvinnorna på Rosenstrasse - Nathan Goldberg
- 2003 - Mördare utan minne - Angelo Ledda
- 2005 - Winkys hemlighet - farbror Siem/Sinterklaas